# Liste von Kehrichtverbrennungsanlagen in der Schweiz
Auflistung von Kehrichtverbrennungsanlagen (KVA) in der Schweiz.
| Anlage                                                               | Ort               | Kanton      | Koordinaten                     | Zahl der Linien | Täglicher Abfalldurchsatz (Tonnen) | Elektrische Leistung (MW) | Schornsteinhöhe | Inbetriebnahme                      |
| -------------------------------------------------------------------- | ----------------- | ----------- | ------------------------------- | --------------- | ---------------------------------- | ------------------------- | --------------- | ----------------------------------- |
| Les Cheneviers SIG                                                   | Aire-la-Ville     | Genf        | 46° 11′ 40,8″ N, 6° 1′ 57,6″ O  | 2               | 696                                |                           | 106 m           | 1966                                |
| Basel IWB                                                            | Basel             | Basel-Stadt | 47° 34′ 22,2″ N, 7° 34′ 7,9″ O  | 2               | 672                                | 17                        | 110 m           | 1943                                |
| KVA Bazenheid                                                        | Bazenheid         | St. Gallen  | 47° 25′ 24,3″ N, 9° 4′ 6,5″ O   | 3               | 347                                |                           | 95 m            | 1976                                |
| Bern Energiezentrale Forsthaus EWB                                   | Bern              | Bern        | 46° 57′ 6,3″ N, 7° 24′ 51″ O    | 1 (+2)          | 301                                | 16 (+73)                  | 70 m            | 2012/2013                           |
| KVA Biel MÜVE                                                        | Biel              | Bern        | 47° 7′ 19,5″ N, 7° 15′ 29,5″ O  | 1               | 118                                |                           | 85 m            | 1967                                |
| Gamsen KVA Oberwallis                                                | Gamsen            | Wallis      | 46° 18′ 7,7″ N, 7° 56′ 26,6″ O  | 1               | 120                                |                           | 42 m            | 1971                                |
| KVA Buchs AG                                                         | Buchs             | Aargau      | 47° 23′ 20″ N, 8° 6′ 14,4″ O    | 2               | 367                                | 11                        | 85 m            | 1969                                |
| KVA Buchs SG                                                         | Buchs             | St. Gallen  | 47° 10′ 31,2″ N, 9° 29′ 0,9″ O  | 1               | 201                                | 23                        | 67 m            | 1960                                |
| La Chaux-de-Fonds VADEC                                              | La Chaux-de-Fonds | Neuenburg   | 47° 6′ 29″ N, 6° 50′ 4,7″ O     | 2               | 178                                |                           |                 | 1972                                |
| KVA Limmattal, Limeco Dietikon                                       | Dietikon          | Zürich      | 47° 24′ 59,5″ N, 8° 24′ 11,6″ O | 2               | 240                                | 9,6                       | 80 m            | 1971                                |
| KVA Luzern                                                           | Emmenbrücke       | Luzern      | 47° 4′ 0,8″ N, 8° 17′ 27,9″ O   | 3               | 240                                |                           | 70 m            | 1999                                |
| Posieux SAIDEF                                                       | Posieux           | Freiburg    | 46° 46′ 23,4″ N, 7° 7′ 14,6″ O  | 1               | 384                                | 39                        | 80 m            | 2001                                |
| ICTR Giubiasco                                                       | Giubiasco         | Tessin      | 46° 10′ 21″ N, 8° 59′ 25,1″ O   | 2               | 644                                | 67                        | 65 m            | 2009                                |
| KVA Hinwil KEZO                                                      | Hinwil            | Zürich      | 47° 18′ 29,8″ N, 8° 49′ 14,7″ O | 3               | 572                                |                           | 70 m            | 1963                                |
| Abfallverwertung im Bezirk Horgen                                    | Horgen            | Zürich      | 47° 14′ 56″ N, 8° 36′ 33,4″ O   | 1               | 95                                 | 2.2                       | 84 m            | 1967 / 1993 (nach Rückbau 2. Linie) |
| Colombier VADEC                                                      | Colombier         | Neuenburg   | 46° 58′ 19,6″ N, 6° 50′ 52,7″ O | 1               | 207                                | 22                        | 75 m            | 1971                                |
| Lausanne TRIDEL                                                      | Lausanne          | Waadt       | 46° 32′ 3,1″ N, 6° 38′ 44,4″ O  | 2               | 468                                | 20                        | 80 m            | 2006                                |
| Monthey SATOM                                                        | Monthey           | Wallis      | 46° 16′ 41,3″ N, 6° 57′ 35,7″ O | 2               | 504                                |                           | 86 m            | 1976                                |
| KVA Linthgebiet                                                      | Niederurnen       | Glarus      | 47° 8′ 9,6″ N, 9° 2′ 23,3″ O    | 2               | 336                                | 26                        | 100 m           | 1973                                |
| KVA Oftringen                                                        | Oftringen         | Aargau      | 47° 18′ 10,8″ N, 7° 55′ 24,1″ O | 1               | 192                                |                           | 65 m            | 1974                                |
| Perlen Renergia                                                      | Perlen            | Luzern      | 47° 6′ 47,8″ N, 8° 22′ 30,3″ O  |                 |                                    |                           |                 | 2015                                |
| KVA St. Gallen                                                       | St. Gallen        | St. Gallen  | 47° 24′ 55,9″ N, 9° 19′ 56,7″ O | 2               | 250                                | 27                        | 90 m            | 1972                                |
| Thun AVAG                                                            | Thun              | Bern        | 46° 45′ 43,3″ N, 7° 36′ 23,4″ O | 1               | 313                                | 12                        | 70 m            | 2003                                |
| KVA Turgi                                                            | Turgi             | Aargau      | 47° 29′ 9,3″ N, 8° 16′ 10,4″ O  | 2               | 340                                | 13                        | 86 m            | 1970                                |
| KVA Trimmis                                                          | Trimmis           | Graubünden  | 46° 54′ 58,1″ N, 9° 33′ 24,6″ O | 1               | 201                                | 21                        | 75 m            | 1975                                |
| Sion UTO                                                             | Uvrier            | Wallis      | 46° 14′ 28,6″ N, 7° 25′ 4,2″ O  | 2               | 180                                |                           | 50 m            | 1971                                |
| KVA Thurgau                                                          | Hefenhofen        | Thurgau     | 47° 33′ 5″ N, 9° 19′ 15,8″ O    | 2               | 384                                | 55                        | 55 m            | 1996                                |
| KVA Winterthur                                                       | Winterthur        | Zürich      | 47° 29′ 52,4″ N, 8° 45′ 13″ O   | 2               | 600                                | 22                        | 60 m            | 1965                                |
| KVA Emmenspitz                                                       | Zuchwil           | Solothurn   | 47° 12′ 54,4″ N, 7° 34′ 12,7″ O | 4               | 984                                |                           | 85 m            | 1976/1990/2002                      |
| Kehrichtheizkraftwerk Hagenholz (Entsorgung + Recycling Zürich, ERZ) | Zürich            | Zürich      | 47° 24′ 51,9″ N, 8° 33′ 55,9″ O | 2               | 720                                | 17                        | 90 m            | 1969                                |
| KVA Josefstrasse (Entsorgung + Recycling Zürich)                     | Zürich            | Zürich      | 47° 23′ 13″ N, 8° 31′ 20,6″ O   | 2               | 655                                |                           | 90 m            | 1904                                |
| KVA Weinfelden                                                       | Weinfelden        | Thurgau     | 47° 33′ 23,9″ N, 9° 7′ 48,8″ O  | 2               | 410                                |                           |                 | 1996                                |